# 徒弟学校
徒弟学校（とていがっこう）は、明治中期から大正初期にかけて日本に存在した教育機関の一種。本来は職工の養成を目的に掲げた職業教育機関で、1894年の「徒弟学校規程」により制度化され、1899年には工業学校（実業学校）の一種として位置づけられた。1921年に規程廃止。内実は多様であり、時期ごとに変容も大きかった。
徒弟学校は、制度の曖昧さや矛盾が指摘されながらも、伝統的な年季徒弟制による職人養成から、近代的な技能者養成へと移行していく過渡的な性格を担ったという評価がある。課程を充実させて工業学校に昇格する学校も少なくなかった。また、女子に裁縫・手芸などを教える女子職業学校も「徒弟学校」の一種とされ、制度の後期には広義の「徒弟学校」の過半がこうした女子職業学校であった。規程廃止により、女子職業学校は職業学校（実業学校）の一種とされ、狭義の徒弟学校も工業学校に移行した。現在の高等学校に系譜をつなぐ学校もある。

## 沿革

### 前史
明治10年代（1877年 - 1886年）の日本には、工場制工業が移入されはじめたとはいえ、軍事工業や繊維業を除けば多くの工業分野は手工業であった。工業技能者（職人・職工）の育成には、従来の年季徒弟制が広く残っていた。日本の教育政策は小学校教育の普及に注力しており、工業教育・実業教育には普及の手が届かなかった。
1880年（明治13年）の改正教育令（第2次教育令）では学校の種類の中に「職工学校」が加えられた。1881年（明治14年）に設立された東京職工学校は、設立趣意書に「細民子弟の貧民教育にあたること」「年季徒弟制教育を是正し、近代的職工教育を充実させること」「工業経営者の模範となり、殖産興業に資すること」「全国職工学校の模型となり、全国職工学校の教員を養成すること」（大要）の4目標を掲げていた。しかしこの学校は1882年（明治15年）の学則改正によって後半2つを追求する学校として位置づけられることになる（のちの東京工業大学）。
1886年（明治19年）、東京商業学校附属商工徒弟講習所が設立され、職工科で「主トシテ現業者ノ子弟ニ適切ナル手工ヲ教へ」る教育が行われた。1890年（明治23年）1月に商工徒弟講習所は職工徒弟講習所と改称し、同年8月には東京工業学校（東京職工学校が1890年に改称）の附属機関となって東京工業学校附属職工徒弟学校となった。この職工徒弟学校は、伝統的な在来産業と、近代工場制工業の双方に職工の供給をすることを視野におさめてはいたが、伝統産業の年季徒弟制に容易に代わるものとは考えられておらず、工場制工業への傾斜を見せていくことになる。
東京工業学校とその付属職工徒弟学校の校長を務め、実業教育振興の主唱者の一人であった手島精一は、年季徒弟はもともと生計に余裕がなく、高等小学校卒業を入学条件とする職工徒弟学校には入るべくもない事情を指摘し、これら年季徒弟の教育には、業務の余暇や夜間に簡易な普通教育や業務に必要な学科を教える実業補習学校を考えなければならないという意見を述べている。

### 第二次小学校令の「徒弟学校」
1890年（明治23年）公布の小学校令（第二次小学校令）には、「実業補習学校」と「徒弟学校」を小学校の一種とするという規定が設けられた。これが法規上「徒弟学校」が初めて登場した例となる。
ただし「実業補習学校」「徒弟学校」については名称が挙げられるのみで、教科目や修業年限については、文部大臣が定めるとした規程（小学校令第9条）が制定されるまで府県知事が便宜取り計らうこととされた。「小学校令による「徒弟学校」は制度的には成立しなかったとみて差しつかえない」という評価もある。こうした中で1890年（明治23年）8月に設立された東京工業学校付属職工徒弟学校（先述）は、「徒弟学校」の雛形となりうるものであった。
1892年（明治25年）、手島精一は「徒弟学校施設ニ関スル意見書」を雑誌『教育時論』に発表、年季徒弟制の欠点（教育が体系立っておらず、親方の雑用にも使役されるために技術習得に時間がかかる）を是正して合理的な職工を育成する機関として「徒弟学校」を位置づけ、特定産業（製陶業・織物業など）の盛んな地域に設置して伝統産業の近代化を直接的に働きかけるものと、人口の多い都市部に木工・金工等に関する学校を設けて間接的に伝統工業の振興を図るものの二種類を構想した。ただし一方で、年季徒弟の労働慣行（親方への絶対服従や長時間労働など）については追認・妥協しており、あくまでも殖産興業・富国強兵の観点からの「改善」であるとの指摘もある。また手島は徒弟学校の類型として、尋常小学校卒業者に職業実習を施す「第一種徒弟学校」（これを徒弟学校の本来あるべき形とした）、尋常小学校中退者に初等教育と職業教育を施す「第二種徒弟学校」、女子に手芸等の教育を施す家計補助的職業教育機関「女子職業学校」を設定した。「徒弟学校」は構想段階から、さまざまな機能を担わされていたことになる。

### 徒弟学校規程の成立と多様な内実
1893年（明治26年）3月、井上毅が文部大臣（第2次伊藤内閣。1894年（明治27年）8月まで在任）に就任して教育制度改革を進めたが、その眼目の一つが産業教育振興政策であった。
1893年（明治26年）11月、「実業補習学校規程」が成立。小学校令に名前のみ挙げられていた、実業に従事する青少年の教育を統括しようとした。実業補習学校は初等教育（小学校教育）の延長として位置づけられ、小学校の補習などの要素も含まれていた。
1894年（明治27年）6月、実業教育費国庫補助法が公布され、実業教育を行う学校に対する国庫補助が法制化された。その対象には公立の「工業・農業・商業学校」とともに「徒弟学校および実業補習学校」も含められた。これを契機に、各種実業学校は急速に数を増やしていくことになる。
1894年（明治27年）7月、徒弟学校規程が成立し、徒弟学校は独立の規程を持つこととなった。徒弟学校は「職工タルニ必要ナル教科を授クル所」と規定され、「年齢12歳以上で尋常小学校卒業以上」を入学資格の原則とした。純然たる職工養成機関とされ、修身（必修）・算術・幾何・物理・化学・図画等の一般教科のほかに職業に直接関係のある諸教科および実習を課することとした。しかし、実情に合わせた弾力的な運用を大幅に認めており、修業年限の規定も「6か月以上4年以下」と大きな幅があった。
たとえば、尋常小学校未卒者にも学校長の許可によって入学を認めていた。小学校未卒者には読書・習字を必修科目とするなど普通教科も教えることとしたが、小学校既卒者にもこれら普通教科の履修を認めた。このため、普通教育の補習的な機関としての性格も強めることとなった。日曜のみ、夜間、季節開講の学校も認められた。
多様な教育が行われるようになった「徒弟学校」そのものの性格は不明確なものとなり、「工業学校」や「実業補習学校」との境界は曖昧になった。さらに、「女子二刺繍、機織及其ノ他ノ職業ヲ授クル所ノ女子職業学校」も「徒弟学校の種類」と規定（徒弟学校規程第15条）したことから、「徒弟学校」はさらに複雑な内容を有することとなった。
1898年（明治31年）12月現在、徒弟学校は公私立合わせて23校（公立17・私立6）があった。これらの学校は14の職種（染織、機織、養蚕、製糸、造花、刺繍、煙草、陶磁器、木工、金工、漆器、漆工（髹漆）、描金、醸造）について学科を設置している（「染織・機織学科」など複数の職種を組み合わせて1学科とした例が多く、計10学科に上る）。
徒弟学校規程は小学校の一種とされたことから、設立は市町村立あるいは私立に限定された。1895年（明治28年）に規程の一部改正により府県立徒弟学校が認められたが、実際に府県が徒弟学校を設立することは少なく、多くが郡・町村立や組合立の学校であった。

### 徒弟学校規程の改正から廃止まで

#### 実業学校としての位置づけ
1899年（明治32年）、実業学校令が制定され、それまで小学校（初等教育機関）の一種とされた徒弟学校は、実業学校（中等教育機関）のうちの工業学校の一種とされた。同年「工業学校規程」が制定され、工業学校に徒弟学校の学科（徒弟科）を付設することが可能になった。工業学校規程による工業学校に昇格する徒弟学校も多く、初期の徒弟学校の多くを占めていた「染織学校」のほとんどは工業学校に昇格した。
1904年（明治37年）3月に「徒弟学校規程」の全面的改正が行われた。徒弟学校規程改正の改革案（工業学校長会議答申）の中には、既存の徒弟学校を、近代産業に対応し中等程度の技術者の養成と徒弟教育的性格を内包した「乙種工業学校」と、貧民子弟のために義務教育の代用となり職人的・手芸的技能の教育に限定した「徒弟学校」に分けるというものもあった。しかし、技術者もしくは経営者の養成を目指す「工業学校」に対し、「徒弟学校」は「職工タルニ必要ナ教育ヲ為ス」学校としてその枠組が再確認されることとなった。
規程改正では、従来の修身に加えて「職業二直接ノ関係アル科目」と実習が必修科目となった。「職業二直接ノ関係アル科目」について、改正に向けての諮問の中には具体例を挙げたもの（板金、鋳物、鍛冶や石工などで、学問的要素の希薄な手工的技能を含むものと指摘される）もあったが、法制化では例示は行われなかった。また1904年（明治37年）には、工業学校以外の実業学校にも徒弟学校の学科（徒弟科）を付設することが可能となった。
当時発展しつつあった重工業分野の徒弟学校はわずかであり、工業学校が中堅技術者の養成機関として発展したのに対し、徒弟学校は近代的大工業の職工を養成する役割を失っていった（重工業の発展期には、学校規程に準拠しない「工業各種学校」が重化学工業に関する教育に重点を置き、また企業も付設の職工養成機関を設けるようになり、重工業発展期の技術者・基幹職工の養成に大きな役割を果たした）。
木工・金工などの部門では、多くの学校が学科内容・程度を高度化させて「工業学校」に昇格した。また徒弟学校の多くは小規模な地方公共団体が設立したものであったため、近代的工場制工業の発展の対応した実習教育の充実どころか、学校維持そのものが困難という状況も少なくなかった。府県の実業教育政策も工業学校を中心に進められたために徒弟学校への補助は薄く、廃止される学校もあった。

#### 女子職業学校
1905年（明治38年）時点で、公私立の徒弟学校は46校（うち私立3校）であったが、1912年（大正元年）には107校（うち私立4校）と増加、生徒数も約3倍となった。しかしこの増加分の多くは、染織・機織・裁縫・造花・養蚕・手芸などを教える女子校が占めており（女子校は15校→64校）、「徒弟学校」の範疇では多数（全体の60%）を占めることとなった。
この背景として、1900年（明治33年）の小学校令改正によって小学校専修科が廃止された際、女子に対する裁縫等の教育機関が根拠となる法令を失い、小学校付設の各種学校となったことが挙げられる。こうした学校は、しだいに教育法令により制度化されている学校（実科高等女学校、実業学校、実業補習学校など）に移行していくが、その中には徒弟学校規程に準拠した徒弟学校の形態を選んだ学校もあったのである。

#### 徒弟学校の廃止
廃止期の1921年（大正10年）まで存在していた公私立の「徒弟学校」は121校で、うち女子職業学校が73校、男子校及び男女共学校（2校）が48校であった。
1920年（大正9年）12月、実業学校令が改正され、これに伴い1921年（大正10年）1月に工業学校規程の改正、職業学校規程の制定が行われるとともに、徒弟学校規程は廃止された。女子職業学校は職業学校の一種となり、それ以外の徒弟学校は実業学校令に基づく工業学校と見なされることになった。少数が農業学校などほかの実業学校に転身し、また廃止された例もあるが、24校は乙種工業学校に移行し、10校が甲種工業学校に、3校は甲種乙種を並置する工業学校に移行した。

## おもな徒弟学校（男子校・男女共学校）
- 《徒》は徒弟学校規程準拠、《工》は工業学校規程準拠となったことを示す。
- ※は徒弟学校規程廃止以前に工業学校へ昇格したもの

### 北海道・東北地方
北海道
- 北海道庁立札幌工芸学校〔採鉱・機械・木工〕（1916年）⇒ 《工》[33]… 北海道札幌工業高等学校の前身

青森県
- 青森県立工業学校徒弟科〔木工・漆工〕[注釈 10] ⇒（大正期：徒弟科廃止）[24]
- 八戸町立工業徒弟学校〔木工・漆工〕（1909年） ⇒（廃校）[33]
- 青森市立工業徒弟学校（1913年）〔木工・家具〕[33][注釈 11]  ⇒《工》[33]… 青森県立青森工業高等学校の前身[34]
- 下北郡立工業徒弟学校〔家具〕（1916年）⇒ （廃校）[33]

岩手県
- 岩手県実業学校 ⇒《工》岩手県立工業学校（1901年）[35] … 岩手県立盛岡工業高等学校の前身

宮城県
- 仙台市徒弟実業学校〔木工〕（1896年） ⇒ 仙台市工業学校〔木工・金工〕（1899年） ⇒ 市立仙台工業学校（1901年）⇒ 仙台工業学校（1919年） ⇒ 《工》宮城県仙台工業学校（1920年、徒弟科並置） ⇒ （1922年：徒弟科廃止） … 仙台市立仙台工業高等学校の前身[36]
- 秋保村立職工学校〔漆工〕 （1910年） ⇒ （廃校）[33]
- 宮城県立工業学校（1913年）〔機械・電機・漆工〕 ⇒ 《工》[33]… 宮城県工業高等学校の前身

福島県
- 本郷村立本郷窯業徒弟学校（1895年） ⇒ 福島県立工業学校徒弟科窯業学科（1904年） ⇒ 《工》福島県立工業学校窯業学科（1912年）[35][36]
- 会津若松市立会津漆器徒弟学校（1898年） ⇒ 福島県立工業学校徒弟科漆器学科（1904年） ⇒ 《工》福島県立工業学校漆工学科（1912年）[35][36]

秋田県
- 秋田市立工業徒弟学校〔木工・金工・漆工〕（1896年）[37]… 秋田県立秋田工業高等学校工業化学科の前身

山形県
- 東村山郡立染織学校 ⇒ 《工》山形県立山形工業学校（1920年）[24] … 山形県立山形工業高等学校の前身
- 鶴岡町立鶴岡織染学校（1895年）[37]⇒ 西田川郡立荘内染織学校（1914年）⇒ 西田川郡立庄内工業学校（1916年） ⇒ 《工》山形県立鶴岡工業学校付設徒弟学校（1920年）[24] … 山形県立鶴岡工業高等学校の前身

### 関東地方
栃木県
- 大山田村立大山田陶器学校 （1909年） ⇒ 《工》[33]
- 私立古河足尾銅山実業学校徒弟科（1913年）⇒ 《工》[33]

群馬県
- 桐生町立桐生織物学校（1896年）[37]… 桐生高等工業学校の前身

東京都
- 組合立八王子織染学校（1895年） ⇒ 《工》東京府立織染学校（1903年）[38] … 東京都立八王子工業高等学校の前身
- 東京府立職工学校〔機械・建築〕（1900年）[39]〔金属細工・精密機械・家具製作〕[24] ⇒ 《工》東京府立実科工業学校（※）[24] … 東京都立墨田工科高等学校の前身

千葉県
- 山武郡立東金染織学校（1901年）[40]⇒ 郡立大網工芸学校（1907年） ⇒ （1914年：山武郡松尾実業学校と合併）[41]
- 山武郡松尾実業学校 ⇒ 山武郡立女子実業学校（1914年：女子職業学校に転換）[41] … 千葉県立松尾高等学校の前身

### 中部地方
新潟県
- 中魚沼郡立中魚沼染織学校（1901年）[40]⇒ 《工》（1905年）[38]
- 中魚沼郡立十日町実業学校徒弟科〔染織〕 ⇒（大正期：徒弟科廃止）[24]
- 古志郡立栃尾実業学校徒弟科〔染織〕（1908年） ⇒（大正期：徒弟科廃止）[24]
- 南蒲原郡立三条商工学校徒弟科〔染織・金工〕（1911年）[30] ⇒《工》[33]… 新潟県立新潟県央工業高等学校の前身
- 新潟県高田商工学校〔家具・漆工〕（1916年）⇒ 《工》[33]… 新潟県立高田工業高等学校（2005年閉校）の前身

富山県
- 石動町立徒弟学校〔漆器・機織〕（1902年）[40]… 石動町立実業学校〔漆工・裁縫〕⇒（大正期：廃校）[24]
- 富山市立富山工業学校〔建築・家具・漆工〕（1916年）⇒ 《工》[33]… 富山県立富山工業高等学校の前身のひとつ

石川県
- 山中村立山中漆器徒弟学校〔描金・髹漆・木工〕（1896年）[37]⇒ （1902年：廃校）[42]

福井県
- 県立福井県染織学校（1900年）[37]

山梨県
- 南都留郡立南都留染織学校（1896年）⇒《工》（1901年）⇒ 組合立都留染織学校（1901年） ⇒ 県立山梨県工業学校（1905年） ⇒ 山梨県立工業学校（1906年） ⇒ 《徒》（1910年） … 山梨県立谷村工業高等学校の前身[36][43]
- 東八代郡立蚕業学校（1896年）[43]
- 甲府工芸学校〔木工・漆工〕（1917年）⇒ 《工》[33]… 山梨県立甲府工業高等学校の前身

長野県
- 郡立飯山漆器徒弟学校（1907年）[40]⇒ 下水内郡立漆器学校（1919年）

岐阜県
- 郡立土岐陶器学校（1898年）[37]⇒ 《工》郡立陶器工業学校（1902年） ⇒ 《徒》（1913年）[42] … 岐阜県立多治見工業高等学校の前身

愛知県
- 瀬戸町立瀬戸陶器学校（1895年）⇒ 愛知県立陶器学校（1911年） ⇒ 《工》愛知県立窯業学校（1920年）[36][35] … 愛知県立瀬戸窯業高等学校の前身
- 町立常滑陶器学校（1900年）[37]
- 起町立織染学校〔織染〕（1915年）⇒ 《工》[33]… 愛知県立起工業高等学校の前身
- 名古屋市立工芸学校〔図案・木工・金工〕（1916年）⇒ 《工》[33]… 名古屋市立工芸高等学校の前身

三重県
- 大湊造船徒弟学校（1899年）[39] … 三重県立伊勢工業高等学校の前身
- 白子町立工業徒弟学校〔塑紙〕（1902年）[40]
- 阿山郡丸柱村立陶器徒弟学校（1904年）[40]⇒ （1905年：廃校）[42]
- 津市立工芸学校〔建築・家具〕（1916年）⇒ 《工》[33]… 三重県立津工業高等学校の前身

### 近畿地方
滋賀県
- 滋賀県彦根町立工業学校〔木工〕（1911年）[33]⇒ 《工》滋賀県立彦根工業学校（※）[44] … 滋賀県立彦根工業高等学校の前身
- 滋賀県私立愛知川工芸学校 ⇒ （廃校）[36]

京都府
- 京都市織染学校（1894年）[37]

大阪府
- 大阪府立職工学校〔造家・家具・木型・鋳工・鍛工・仕上〕（1908年） ⇒ 《工》[33]… 大阪府立西野田工科高等学校の前身
- 大阪府立今宮職工学校〔建築・機械・印刷・電機・鋳工・鍛工〕（1916年）⇒ 《工》[33]… 大阪府立今宮工科高等学校の前身

奈良県
- 吉野郡立吉野実業学校〔指物〕（1904年）[40]⇒ 《工》奈良県吉野郡立吉野工業学校（※）[24] … 奈良県立吉野高等学校の前身
- 私立塑学館〔彫塑〕（1905年）[40]⇒ （1908年：廃校）

和歌山県
- 黒江町立黒江漆器学校〔漆工〕（1898年）[37]

兵庫県
- 私立紡織機工学校〔紡績・機織〕（1914年）⇒ 《工》[33]
- 津名郡陶器学校（1897年）[37]⇒ （1904年：廃校）[42]

### 中国地方
鳥取県
- 気高郡立工業徒弟学校〔木工・漆工〕（1907年）⇒（大正期：廃校）[24]

島根県
- 松江市立工業学校修道館〔木工・金工〕（1907年）[40]⇒ 島根県立工業学校修道館 ⇒ 《工》島根県立工業学校修道館（※）[24] … 島根県立松江工業高等学校の前身

岡山県
- 岡山市立工芸学校〔木工・金工・塗料工〕（1914年）⇒ 《工》[33]… 岡山県立岡山工業高等学校の前身のひとつ

広島県
- 広島県職工学校〔木工・金工〕（1897年）[37]⇒ 《工》広島県立職工学校（明治末期）[35] … 広島県立広島工業高等学校の前身
- 豊田郡瀬戸町外六箇村学校組合立生田工業学校〔造花・家具〕（1912年）⇒（大正期：廃校）[24][33]
- 佐伯郡立工業徒弟学校〔指物・挽物〕（1915年）⇒ 《工》[33]… 広島県立廿日市高等学校の前身

山口県
- 私立宇部工業徒弟学校〔鉄工〕（1914年）⇒ 私立長門工業学校（1920年）⇒ 《工》[33]⇒ 山口県立宇部工業高等学校の前身のひとつ

### 四国地方
香川県
- 本島村外四箇村学校組合立塩飽工業学校〔建築・家具〕 ⇒ 《工》香川県仲多度津郡立工業学校（※）[24][注釈 12] … 香川県立多度津高等学校の前身
- 村立琴平工業徒弟学校〔木工・髹漆・描金〕（1898年）[37]⇒ （1907年頃：廃校）[42]

徳島県
- 徳島県立工業学校付設職工徒弟学校 （1909年） ⇒ （廃校）[33]

愛媛県
- 松山市立工業徒弟学校〔造家・家具〕 （1909年） ⇒ 《工》[33][注釈 13] … 愛媛県立松山工業高等学校の前身
- 砥部村立工業徒弟学校〔窯業〕（1915年）⇒ 《工》[33]村立砥部工業学校（1922年） ⇒ （1929年：廃校）[45][注釈 14]

高知県
- 高知市立工業学校〔漆器〕（1911年） ⇒ 《工》[33]… 高知県立高知工業高等学校の前身

### 九州地方
福岡県
- 私立福岡鉄工徒弟学校 ⇒（大正期：廃校）[24][注釈 15]
- 私立福岡工業徒弟学校〔木工〕 ⇒（大正期：廃校）[24]
- 浮羽郡立工業徒弟学校〔木工〕（1906年）[40]… 福岡県立浮羽工業高等学校の前身

佐賀県
- 有田徒弟学校〔陶磁器〕（1895年）[37]⇒ 《工》佐賀県立工業学校有田分校（1900年） ⇒ 佐賀県有田工業学校（1903年） [35] … 佐賀県立有田工業高等学校の前身

大分県
- 別府町浜脇町学校組合立工業徒弟学校〔木工・竹工・漆工〕（1902年） ⇒ 別府町立工業徒弟学校〔木工・竹工・漆工・建築〕（1906年）⇒ 大分県立別府工業徒弟学校（1910年）⇒大分県立工業徒弟学校（1915年）⇒ 《工》大分県立工業学校（1918年） [36]… 大分県立大分工業高等学校の前身
- 大分郡立工業徒弟学校〔建築・家具〕（1920年）⇒ 《工》[33]… 大分県立鶴崎工業高等学校の前身
- 日田郡立工業徒弟学校〔家具・竹工・木工・漆工・下駄〕（1907年）[40]

宮崎県
- 宮崎郡立職業学校〔木工・竹工・漆工・染色〕（1905年）[40][注釈 16]⇒（大正期：廃校）[24]

熊本県
- 飽託郡立工業徒弟学校〔漆工・木工〕（1900年）[37]⇒ 熊本市立工業徒弟学校〔建築・家具・塗料〕[注釈 17] ⇒ 《工》[33]熊本市立工業学校[注釈 18]
- 球磨郡立来民工業徒弟学校〔竹工・紙工〕（1900年）[37]⇒（1905年：廃止）[49]
- 球磨郡立人吉工業徒弟学校〔木工・漆工〕（1903年）[40]⇒ 町立人吉工業徒弟学校 ⇒ （1905年：廃止）[47]

鹿児島県
- 鹿児島市立女子徒弟興業学校〔染織・機織・刺繍・造花〕（1896年）[38][37]… 鹿児島女子高等学校の前身
- 鹿児島郡立工業徒弟学校〔建築・指物・竹籃〕[24]（1908年） ⇒ 《工》鹿児島県立工業学校[注釈 19]… 鹿児島県立鹿児島工業高等学校の前身[50]
- 指宿村立工業徒弟学校〔木工・漆工〕（1906年）[40]⇒ （廃止）[36]
- 川辺郡立工業徒弟学校〔建築・造船〕 （1909年） ⇒ 《工》[33]
- 姶良郡立工業徒弟学校〔指物・建築〕（1910年） ⇒ 《工》[33]… 鹿児島県立加治木工業高等学校の前身

沖縄県
- 首里区立工業徒弟学校〔木工・漆工〕（1902年）[40]… 沖縄県立沖縄工業高等学校の前身

## おもな徒弟学校（女子校）
北海道・東北地方
- 会津若松市立会津女子技芸学校〔裁縫・刺繍・編物〕（1905年）[40]　… 福島県立葵高等学校の前身
- 喜多方町立女子技芸学校〔裁縫・家事〕（1906年）[40]

中部地方
- 金沢市立女子職業学校〔刺繍・裁縫〕（1906年）[40]
- 小浜町外二箇村学校組合立女子技芸学校〔造花・刺繍・編物・染織〕（1906年）[40]

近畿地方
- 私立彦根工芸学校〔刺繍〕（1905年）[40]
- 愛知川工芸学校〔刺繍〕（1906年）[40]
- 奈良市立女子職業学校〔手芸〕（1905年）[40]
- 奈良県二階堂村立女子技芸学校〔染織・機織〕（1906年）[40]
- 三島女子技芸女学校（1910年）⇒ 《高女》三島実科高等女学校（1913年）… 大阪府立春日丘高等学校の前身 [51]。

中国地方
- 赤磐郡立染織学校〔染織・裁縫〕（1901年）[40]

九州・沖縄地方
- 瀬高町立瀬高技芸女学校（1913年）⇒郡立瀬高技芸女学校（1921年） … 福岡県立山門高等学校の前身[52]
- 私立延岡女子職業学校〔機織・染色・裁縫〕（1906年）[40]⇒ （1922年：廃校）[53]
- 東市来村立女子徒弟学校〔染織・裁縫〕（1903年）[40]
- 市成村立市成女子徒弟学校〔染織・裁縫〕（1904年）[40]
- 北種子村立女子職業学校〔裁縫・機織〕（1905年）[40]… 鹿児島県立種子島高等学校の前身のひとつ
- 首里区立女子工芸学校〔機織・染色・裁縫・刺繍〕（1903年）[54] ⇒ 首里市立女子工芸学校（1921年） … 沖縄県立首里高等女学校（沖縄戦で廃校）の前身
- 島尻女子工業徒弟学校〔裁縫・染色・機織〕（1905年）[注釈 20] ⇒ （1918年：廃止）[56]
- 久米島女子工業徒弟学校（1908年）[57] ⇒ （1914年：廃校）[58]